# Oreské (district de Michalovce)
Pour les articles homonymes, voir Oreské.
Oreské est un village de Slovaquie situé dans la région de Košice.

## Histoire
Première mention écrite du village en 1358.

## Démographie

### Évolution de la population
| Année:               | 1994. | 2004.   | 2014.   | 2024.   |
| -------------------- | ----- | ------- | ------- | ------- |
| Nombre de personnes: | 525   | 495     | 481     | 474     |
| Différence:          |       | -5,71 % | -2,82 % | -1,45 % |

| Année:               | 2023. | 2024.   |
| -------------------- | ----- | ------- |
| Nombre de personnes: | 480   | 474     |
| Différence:          |       | -1,25 % |

## Politique
| Nom             | Parti politique      | Date de l'élection | Fin du mandat |
| --------------- | -------------------- | ------------------ | ------------- |
| Milan Havrilčák | Candidat indépendant | 02.12.2006         | Déc. 2010     |